# In the Hills of Kentucky
In the Hills of Kentucky è un cortometraggio muto del 1914 diretto da Edgar Jones che ne fu anche interprete principale insieme alla moglie, l'attrice Louise Huff.

## Produzione
Il film fu prodotto dalla Lubin Manufacturing Company.

## Distribuzione
Distribuito dalla General Film Company, il film - un cortometraggio in due bobine - uscì nelle sale cinematografiche USA il 12 novembre 1914.